# Eschborn–Frankfurt 2019
57. ročník jednodenního cyklistického závodu Eschborn–Frankfurt se konal 1. května 2019 v Německu. Vítězem se stal Němec Pascal Ackermann z týmu Bora–Hansgrohe. Na druhém a třetím místě se umístili Němec John Degenkolb (Trek–Segafredo) a obhájce vítězství, Nor Alexander Kristoff (UAE Team Emirates).

## Týmy
Závodu se zúčastnilo celkem 22 týmů, 12 UCI WorldTeamů a 10 UCI Professional Continental týmy. Každý tým přijel se 7 jezdci kromě týmu Total Direct Énergie se šesti jezdci, na start se tedy postavilo celkem 153 jezdců. Do cíle ve Frankfurtu dojelo 90 jezdců.
UCI WorldTeamy
- AG2R La Mondiale
- Astana
- Bahrain–Merida
- Bora–Hansgrohe
- CCC Team
- EF Education First
- Lotto–Soudal
- Team Dimension Data
- Team Katusha–Alpecin
- Team Sunweb
- Trek–Segafredo
- UAE Team Emirates

UCI Professional Continental týmy
- Arkéa–Samsic
- Cofidis
- Gazprom–RusVelo
- Israel Cycling Academy
- Neri Sottoli–Selle Italia–KTM
- Roompot–Charles
- Sport Vlaanderen–Baloise
- Wallonie Bruxelles
- Wanty–Gobert
- Total Direct Énergie

## Výsledky
| Pořadí | Jezdec                    | Tým                           | Čas        |
| ------ | ------------------------- | ----------------------------- | ---------- |
| 1      | Pascal Ackermann (GER)    | Bora–Hansgrohe                | 4h 23' 36" |
| 2      | John Degenkolb (GER)      | Trek–Segafredo                | + 0"       |
| 3      | Alexander Kristoff (NOR)  | UAE Team Emirates             | + 0"       |
| 4      | Davide Cimolai (ITA)      | Israel Cycling Academy        | + 0"       |
| 5      | Hugo Hofstetter (FRA)     | Cofidis                       | + 0"       |
| 6      | Baptiste Planckaert (BEL) | Wallonie Bruxelles            | + 0"       |
| 7      | Davide Gabburo (ITA)      | Neri Sottoli–Selle Italia–KTM | + 0"       |
| 8      | Lawrence Naesen (BEL)     | Lotto–Soudal                  | + 0"       |
| 9      | Marco Haller (AUT)        | Team Katusha–Alpecin          | + 0"       |
| 10     | Matej Mohorič (SLO)       | Bahrain–Merida                | + 0"       |